# Rugby a 15 nel 1983

## Eventi principali
- L'Argentina conquista una storica vittoria contro l'Australia a Brisbane
- Il Galles viene travolto a Bucarest da una Romania al massimo livello della sua storia.
- Altrettanto storico pareggio dell'Italia contro la selezione Francese "A1". Gli azzurri successivamente si recano in USA e Canada per un importante tour.
- I British and Irish Lions, lontani dai fasti degli anni '70, subiscono un pesante 0-4 nei test match con la Nuova Zelanda.
- Il Giappone sfiora un successo che sarebbe stato veramente sorprendente contro il Galles

## Attività Internazionale

### I Tour e i test di metà anno
A metà anno è tradizione che le selezioni di "rugby a 15", europee in particolare, ma non solo, si rechino fuori dall'Europa o nell'emisfero sud per alcuni test. Si disputano però anche molti incontri tra nazionali dello stesso emisfero Sud.
Nel 1983 spiccano il tour dei British and Irish Lions in Nuova Zelanda e degli Azzurri in Canada.

### I Tour di fine anno
Nel rugby a 15 è tradizione che a fine anno (ottobre-dicembre) si disputino una serie di incontri internazionali che gli europei chiamano "Autumn International" e gli appassionati dell'emisfero sud "Springtime tour". In particolare le nazionali dell'emisfero Sud, a fine della loro stagione si recano in tour in Europa.
Spiccano i due tour di Australia e Nuova Zelanda e la clamorosa vittoria dei Romeni sul Galles.

### Altri Test
| Hilversum 26 marzo 1983 | Paesi Bassi | 25 – 3 | Danimarca |  |

| Varna 1983 | Germania Est | 6 – 19 | Bulgaria |  |

| Bangkok 1983 | Thailandia | 10 – 3 | Malaysia |  |

| Abidjan 1983 | Costa d'Avorio | 25 – 0 | Senegal |  |

## I Barbarians
La selezione ad inviti dei Barbarians ha disputato oltre i tradizionali incontri un'amichevole contro una selezione della Cornovaglia (Cornwall Rugby Union), per festeggiare i cento anni del Rugby in Cornovaglia.
| Northampton 9 marzo 1983 | East Midlands | 25 – 52 | Barbarians |  |

| Edimburgo 26 marzo 1983 | Scozia XV | 13 – 26 | Barbarians | Murrayfield |

| Kerrier 21 settembre 1983 | Cornwall RU | 7 – 32 | Barbarians |  |

| Newport 4 ottobre 1983 | Newport RFC | 18 – 18 | Barbarians | Rodney Parade |

| Leicester 28 dicembre 1983 | Leicester Tigers | 30 – 26 | Barbarians | Welford Road |

## Campionati nazionali
- Africa:

| Sudafrica | Currie Cup | Western Province |

- Oceania :

| Nuovo Galles del Sud | Shute Shield                     | Manly      |
| Queensland           | Premier Rugby                    | Brothers   |
| Australia            | Campionato per Club              | Randwick   |
| Nuova Zelanda        | National Provincial Championship | Canterbury |

- Americhe:

| Argentina   | Argentino              | Buenos Aires                   |
|             | Camp. di Buenos Aires  | San Isidro                     |
| Brasile     | Campionato             | Niterói (RJ) & Alphaville (SP) |
| Canada      | Campionato Provinciale | British Columbia               |
| Stati Uniti | Campionato             | Old Blues Berkeley             |

- Europa :

| Irlanda          | Interprovinciale         | Ulster Leinster Munster |
| Galles           | Campionato               | Swansea RFC             |
|                  | Coppa                    | Pontypool RFC           |
| Inghilterra      | Coppa                    | Bristol                 |
|                  | Campionato delle Contee  | Gloucestershire         |
| Francia          | Camopionato              | Beziers                 |
|                  | Challenge Yves du Manoir | Agen                    |
| Italia           | Campionato               | Benetton Treviso        |
| Scozia           | Campionato dei distretti | South                   |
|                  | Campionato               | Gala                    |
| Unione Sovietica | Campionato               | Lokomotiv Moscow        |
|                  | Coppa                    | VVA                     |
| Romania          | Campionato               | Steaua Bucarest         |
| Portogallo       | Coppa                    | Benfica                 |
| Spagna           | Spagna (Copa del Rey)    | FC Barcelona            |
|                  | Campionato               | Valencia                |